# بيرسي بيل
بيرسي بيل (26 يوليو 1892 في المملكة المتحدة - 4 فبراير 1956 بديربان في جنوب أفريقيا) (بالإنجليزية: Percy Bell)‏ هو لاعب كريكت بريطاني (وحمل سابقاً جنسية المملكة المتحدة لبريطانيا العظمى وأيرلندا). لعب مع نادي مقاطعة غلوستر للكريكت ‏.

## وصلات خارجية
- بيرسي بيل على موقع إي آس بي آن كريك إنفو (الإنجليزية)